# Щиглув
Щиглув (пол. Szczygłów) — село в Польщі, у гміні Біскупиці Велицького повіту Малопольського воєводства.
Населення — 472 особи (2011).

## Демографія
Демографічна структура станом на 31 березня 2011 року:
|          | Загалом | Допрацездатний вік | Працездатний вік | Постпрацездатний вік |
| -------- | ------- | ------------------ | ---------------- | -------------------- |
| Чоловіки | 243     | 56                 | 170              | 17                   |
| Жінки    | 229     | 49                 | 138              | 42                   |
| Разом    | 472     | 105                | 308              | 59                   |